# Ichneumon palpator
Ichneumon palpator är en stekelart som beskrevs av Johann Heinrich Carl Kawall 1868. Ichneumon palpator ingår i släktet Ichneumon och familjen brokparasitsteklar. Inga underarter finns listade i Catalogue of Life.